# Eisenheim
Cet article possède un paronyme, voir Elsenheim.
Eisenheim est une commune de Bavière (Allemagne), située dans l'arrondissement de Wurtzbourg, dans le district de Basse-Franconie.